# Ногайцы

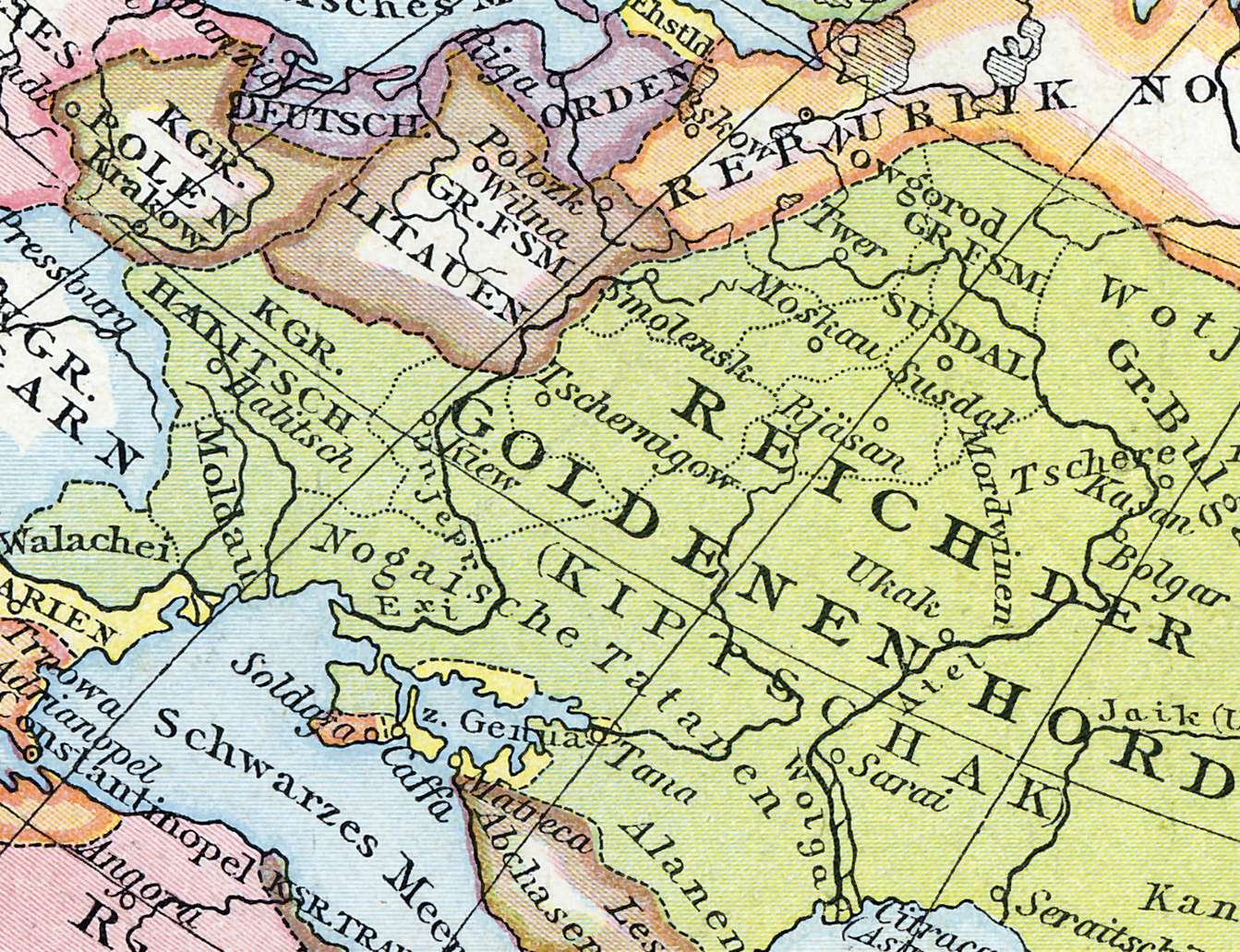
Учебный атлас «Die Mongolischen Reiche ums Jahr 1300», составитель И. Г. Дройзен

Нога́йцы, нога́и (самоназвание — ногай /noˈʁaj/; мн.ч. ногайлар /noʁajˈɫaɾ/) — тюркский народ, проживающий в настоящее время на Северном Кавказе, а также на юге Нижнего Поволжья. Ранее проживали также в Северном Причерноморье (до середины XIX в.), в степях между Волгой и Уралом (до середины XVI в.) и на территории Западного Казахстана. До конца XV — начала XVI веков кочевья ногайцев доходили: на северо-востоке — до Западно-Сибирской низменности, на северо-западе — до Казанского ханства, на юго-западе — до Приаралья и севера Прикаспия.
Потомки племён, составлявших население Ногайской Орды. Численность в России — 109 тыс. человек по переписи 2021 года.

## Этноним
Согласно словарю Макса Фасмера, этноним происходит от крымско-тат. nоɣаi — то же, что казах. nоɣаi «татарин, живущий на востоке России». В основе лежит монг. nоqаi «собака».
А. Ф. Вельтман выдвинул версию, что ногай по-монгольски — «пёс», а по-старомонгольски — «волк»; это калькированное название народа с огуз. яз. или перс. яз. сак в тождественном значении «пёс/собака/волк». Самое ранее упоминание названия «ногайцы», не относящееся к золотоордынской эпохе, встречается у Аль-Масуди (X век).

## Этногенез
Этническая история ногайского народа главным образом основывается на наименовании разветвлённой родовой стратификации, где этнонимика конкретных родов и родовых групп в сочетании с употребительной идентификацией кланово-семейных знаков-тамг отчётливо прослеживает этногенетическую и историко-культурную преемственную связь с этнонимикой важнейших субъектов ранних и поздних эпох на североевразийском пространстве, межэтническая интеграция которых и составила совокупность и в целом общность ногайского этнического единства. Этническую основу народа составили такие древние народы как найманы, сираки, уйсуны, канглы, кипчаки, асы, мангыты, булгары, байысы, бодыраки, кобаны, байдары, мажары и др., обитавшие в Прииртышье, Северо-Западной Монголии, Средней Азии, Южном Приуралье, Нижнем Поволжье, Северном Кавказе, Крыму, Северном Причерноморье, Подонье, Приазовье и Нижнем Поднепровье. Многие из них имели свои государства.
Возникновение этнонима «ногай», как начальный этап формирования раннего ядра ногайского этноса, традиционно связывается с золотоордынским военно-политическим деятелем, беклербеком Ногаем (XIII век), который консолидировал своих сторонников из числа различных протоногайских этнических групп, которые тем самым получили своё одноимённое имя по имени своего предводителя. Известно, что Ногай опирался главным образом на рода кипчако-половецкого, узо-печенежского и алано-асского круга: "С переходом большинства монголов на сторону Токтая, — писал М. Г. Сафаргалиев, — Ногай мог опереться только на половцев и на алан (асов), оставшихся «верными сподвижниками Ногая». По известным в настоящем источникам, самое раннее появление имени «ногайцы», в контексте золотоордынской эпохи, это обозначение «nogai» вдоль левого берега Днестра на морской карте венецианского картографа Андреа Бианко 1436 г. Первым кто после беклербека Ногая (XIII век) использовал имя «Ногай» был также беклербек Золотой Орды — Мамай из рода Кият (XIV век). Дальнейшее распространение этнонима «ногай» связывают с золотоордынским беклербеком Эдиге (XV век).
В «постзолотоордынский» период под общим этнонимом «ногай» объединилось все кочевое и полукочевое население степного пространства междуречья Дуная — Дона — Кубани — Кумы — Терека — Волги — Урала — Эмбы.
Широкое географическое распространение этнонима «ногай» запечатлено в памятниках народного творчества многих североевразийских народов. Ногайцы встречаются в сюжетосложении героического эпоса восточноевропейских, северокавказских, волжскоуральских, южноуральских и среднеазиатских народов.
Учитывая языковую принадлежность ногайцев, особое влияние на историческую основу генезиса их языка составили объединения кипчако-половецкого круга конца раннего средневековья, язык которых наиболее интенсивно развивался в условиях конвергенции с восточными кыпчаками в золотоордынскую эпоху, тогда в зоне контактов между двумя основными ветвями складывается смешанный язык ногайского типа с преобладанием западных элементов.

### Ногайцы и мангыты
Термин ногайцы ранее был известен только русским, османским и европейским авторам; в восточных источниках: арабских, сефевидских, тюркских и других, в том числе у Абулгази, вплоть до XVIII века, ногайцы назывались мангытами. Связано это с тем, что после завоевания Кипчакские степи были разделены на нутаги монгольских племён, а домонгольское племенное деление кипчаков при этом было уничтожено. Те кипчаки, которые оказались в нутаге мангутов стали мангытами, которые связывали себя не столько с Мангытским Юртом, сколько с ногаями, переселившимися в Волго-Уральское междуречье в XIII и XIV вв. из Причерноморья, Северного Кавказа и Крыма ещё до образования Мангытского Юрта, видимо это относится ко времени когда после поражения Ногая его улусные люди были поделены между сыновьями Токтая. На отправную точку, как Крым, Кавказ указывает народная память не только ногайцев, но и исторические преданиях башкир, каракалпаков, чеченцев и др. Согласно преданию, правящая ногайская династия потомков Эдиге, носившего титул-прозвище «ногай», восходит к первому халифу Абу Бекру. Данная родословная была общепринята в ногайской среде, и тем самым легитимизирована военно-политическая власть потомков Эдиге на всем пространстве исторической эпохи постзолотоордынских государств.
Окончательно Ногайская Орда оформилась в самостоятельное государство, представляющее собой военно-политический конгломерат сформировавшийся в золотоордынский период, в 40-е годы XVI века. С. А. Плетнёва отмечает, что Ногайская Орда, послужившая базисом для консолидации ногайского этноса, состояла в основном из потомков половецкого (кыпчакского) населения, включённого в середине XIII в. в состав Золотой Орды. Распространённым синонимом ногаев было тюркское слово сансыз (бесчисленные). На Руси и в Европе сложилось устойчивое мнение об огромном количестве жителей Ногайской Орды — самой многолюдной среди прочих тюркских государств — наследников Золотой Орды: «Их же (ногаев) число подобно морскому песку было». «Подобен морю был наш народ», — вторили сами ногаим устами своего поэта XV в. Шал-Кийиза Тиленши-улы. Довольно популярной дефиницией собственной численности у ногайских биев было выражение: «кырк сан ногай» — «сорок ногайских санов». По данным А. И.-М. Сикалиева в начале XV века всех ногайцев насчитывалось не меньше 4 миллионов человек.
При этом ряд авторов, как например М. Ходарковский, Ю. А. Евстигнеев, М. Т. Тынышпаев и др., придерживается мнения, что первоначально основу Ногайской Орды составляло монгольское племя, известное под названием «мангут (мангыт)».
По сведениям М. Т. Тынышпаева, мангыты составляли около 90 % ногайского народа. В XIII веке к мангытам присоединилось множество тюркских племён, вместе составивших армию золотоордынского военачальника Ногая, впоследствии соправителя Золотой Орды. Столетием позже, когда связи между различными частями Орды ослабели, миру явились ногайцы, сражавшиеся под командованием Едигея, военачальника из мангытского рода, который и стал основателем правящей ногайской династии. К середине XVI века мангыты уже были сильно тюркизированы, но продолжали доминировать среди ногайцев, и многие соседние народы называли ногайцев Мангытской Ордой. По мнению Ю. А. Евстигнеева, первоначальное ядро мангытов — это потомки мангутов, практически полностью переселившихся из Монголии на территорию Улуса Джучи. О включении мангутов в Улус Джучи писали также ряд других авторов (Л. Н. Гумилёв, В. Л. Егоров, А. Очир и др.).
Согласно В. В. Трепавлову, официальные хроники не отразили переселения мангутов в Дешт-и Кипчак, где позднее сформировался Мангытский юрт. Основная масса мангутов оставалась в Монголии или воевала в Китае: мангуты относились к левому крылу империи и не имели формального основания двигаться в Дешт-и-Кипчак. Однако В. В. Трепавлов не исключает, что какая-то очень малая часть мангутов проникла на Запад и восприняв язык и культуру растворились в кипчакоязычной среде, а кипчаки по степной традиции приняли их этническое имя по названию Мангытского юрта который они занимали. Так, судя по всему, в течение первой половины XIV века появились тюрки-мангыты.
А. Ю. Якубовский, напротив, считал, что мангуты (как и хонгираты) сохранили свою племенную идентичность, не утратили единства и впоследствии превратились в значительные народности. Правда, при этом «не удержали своего монгольского языка и отюречились». Однако по мнению В. В. Трепавлова, мангыты, кунграты и множество им подобных являлись все же скорее кипчакскими элями, разверстанными по юртам (или монг. нутагам) соответствующих монгольских племён — численно мизерных по сравнению с местными тюрками.
Исходя из родословной ногайских князей И. С. Капаев пришёл к выводу, что Абабек-Керей сын Дока является сыном мангыта — Дохолгу, его тысяча участвовала в западном походе под предводительством Бату-хана. При Октай-кагане (Угедее) Дохолгу казнили. Бату-хан оставил при себе эту тысячу мангытов, а затем отправил их под командованием Тутара (или Татара), сына Минкадара (брата Ногая), в войска Хулаги для участия в «жёлтом крестовом походе». Таким образом, мангыты могли попасть на Ближний Восток. Известно, что войска Хулаги под командованием наймана Кет-Буги завоевали Дамаск, Алеппо и остановились на подступах к Иерусалиму. Золотоордынские войска здесь получили приказ от рассорившегося с Хулагой Берке-хана вернуться домой или же переходить на сторону мамлюков. Вполне возможно, что кто-то из предков Эдиге в это время был поставлен управлять Дамаском, а затем, при переходе к мамлюкам, уже Бейбарсом поставлен управлять Меккой, Антиохией и другими областями Мамлюкского султаната. Также по его мнению мангыты были в улусе Джучи, и поодиночке, и в родовом объединении, со времён Бату-хана. Представители мангытов, как и конгратов, киятов, салджиутов, джалаиров, дюрменов и всех остальных племён из коренного юрта, при раскашивании, интегрировались, для надёжности и контроля, во все кочевые объединения, и Ногай, и Тохта, и потомки Орды, и Шибана держали в повиновении покорённое население за счёт представителей этих племён.
В. С. Дмитриев предложил трактовку этнонима мангут — мангыт не как просто одно из монгольских племён, а это та часть войска, которая должна окружать противника, охватывать его с флангов, в то время как уруты должны наносить лобовой удар.
Согласно выборке этногенетических данных, проведённой казахскими исследователями Ж. М. Сабитовым и А. К. Абдуллиным среди ногайцев республики Дагестан, представитель рода Байата или Торе, с. Аневская, Тарумовский район, по свидетельству которого он является потомком мурз Едишкульской орды, тем самым авторы относят его генеалогию к родовому древу основателя ногайской правящей династии Эдиге, оказался представителем C2-старкластера, который авторы ассоциируют с нирун-монгольскими родами, к которым относился род мангыт.

## Этнические группы
Республики Дагестан и Чечня:
- Караногайлар (Караногайцы)
- Таркушылар (Таркинцы)
- Яксайшылар (Яксаевцы)
- Костекшилер (Костековские)
- Сулакшылар (Сулакские)

Карачаево-Черкесская Республика и Кочубеевский район Ставропольского края:
- Кубанские ногаи

Астраханская область:
- Эдил-шидер (Волжские) или Аштарханшылар (Астраханские):
  - Карагаши[88][89][90]
  - Юртовцы[89][90]
  - Ногайцы-Кундрав[89][90]

Республика Калмыкия:
- Утары

Нефтекумский и Степновский район Ставропольского края:
- Ашыкулакшылар (Ачикулакские):
  - Ембойлуковцы
  - Етишкульцы
  - Едисанцы

Минераловодский район Ставропольского края:
- Куьми или Бештавшылар (Кумские или Пятигорские)
[91]

Среди казахов Младшего жуза:
- Ногай-казахи

Ногайцы также приняли непосредственное участие в формировании одной из этнических групп крымских татар, известных как степные крымские татары.

## Ногайские племена
Ас, Аксюрют, Алчин, Ашамайлы, Алтаяк, Бадай, Байис, Байгонды, Байулы, Батар, Баяут, Бодрак, Борлак, Булачи, Буркут, Бутас, Джалаир, Джуют, Дуван, Дурмен, Казак, Канглы, Кара-Китай, Кат, Катаган, Келечи, Кенегес, Кенегей, Кенетерк, Кереит, Кигит, Кипчак, Киргиз, Киргин, Кирк, Китай, Кишлик, Кият, Кула-Аян, Кунграт, Маджар, Мангыт, Машкир, Меркит, Месит, Минг, Найман, Нукус, Келиаул, Онгут, Сарай, Сиджиут, Солут, Тама, Темир-Ходжа, Тогай, Тогунчи, Тойтюбе, Турксен, Турчак, Узбек, Уймаут, Уйсун, Чалджиут, Чат, Чубалачи, Чумишлы, Шакманчи, Шемерден, Юз, Кулачи, Телеу, Уйгур, Чимбай.

## История

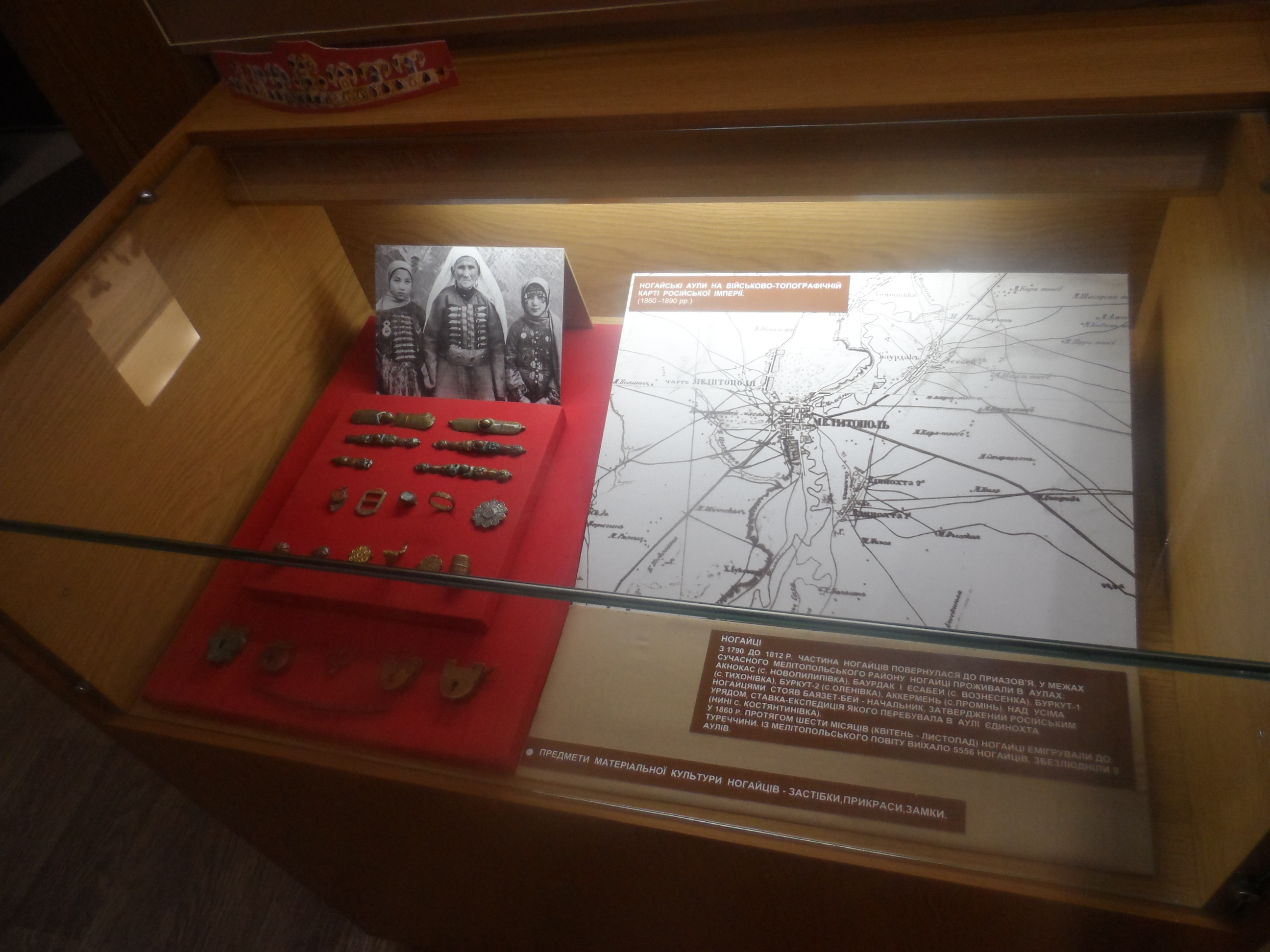
Предметы материальной культуры ногайцев. Мелитопольский музей.

Первым государственным образованием ногайцев была Ногайская Орда, появившаяся в результате распада Золотой Орды — последняя из великих держав кочевников, которое оказало сильное влияние на историю почти всех современных тюркских народов современной России и соседних стран. Государствообразующим титульным населением Ногайской Орды были ногайцы — конгломерат народов и родовых объединений, живших от Дуная до Иртыша, которые в военно-политическом союзе выделились в родовую стратификацию. В основе это рода кыпчако-половецкого, огузо-печенежского и алано-асского круга. Ногайская Орда привлекала, иногда и удерживала, в составе своего государства и другие этносы — платившие ясак, что складывало Ногайскую Орду в конфедерацию. Происхождение ногайской государственности традиционно связывают с именем золотоордынского темника Ногая.
Возглавляя более пятидесяти лет войско Золотой Орды, Ногай прослыл незаурядным полководцем: был победителем армии хулагуидов Ирана, совершил походы на европейские государства, вассальную зависимость от него признавали владения Византии, Сербии и Болгарии. Ногай был настолько влиятельным, что многие его современники и ряд известных учёных считали его легитимным правителем Золотой Орды. Исторические документы свидетельствуют о том, что под его широким влиянием были: страны Ближнего Востока, Северный Кавказ и Закавказье, Подонье, западнорусские земли, Болгария, Сербия, Венгрия, Румыния, Польша, Прибалтика и близкий к ставке Крым. В его непосредственном владении был улус, располагавшийся на территории от Дона до Дуная, который он обособил от Золотой Орды. Некоторые историки склонны считать, что именно улус Ногая дал начало Ногайской орде в междуречье рек Эмбы и Урала.
Также основание Ногайской Орды как государства связывают с именем темника Золотой Орды Эдиге, и без сомнения он сыграл огромную роль в становлении ногайского государства, считаясь также легендарным героем, который как справедливый правитель-полководец и доблестный воин, как проповедник Ислама объединил под своей заботливой властью ногайский народ. В период правления Эдиге, в Золотой Орде завершается процесс исламизации, результатом чего явилось исчезновение курганного погребального обряда. Эдиге умело продолжил политические традиции своего предшественника Ногая, полностью автономизировав своих сподвижников от золотоордынской власти. Ногайская Орда в период своего расцвета уже занимала междуречье рек Волги и Иртыша. На севере его граница примыкала к Казанскому ханству, а на юге к Каспийскому морю. Административным центром Ногайской Орды был бывший золотоордынский город Сарайчик на реке Урал. Здесь находились и дома ногайских правителей, знати и духовенства. Самые ранние упоминания ногаев и Ногайской Орды встречаются в русских летописях и посольских книгах — под 1479, 1481 и 1486 годами, в западноевропейских — на карте Мартина Вальдзеемюллера 1516 и в письме польского короля Сигизмунда I крымскому хану Менгли-Гирею 1514, в восточных — в грамотах крымских ханов и сановников государям Польши и Руси 1500, 1510 и 1516 годов. Ногайские послы впервые прибыли в Москву в 1489 году. Для ногайского посольства был выделен Ногайский двор за Москвой-рекой недалеко от Кремля на лугу против Симонова монастыря. В Казани также было отведено место для ногайского посольства, называемое «мангытское место». Ногайская Орда получала дань от татар казанских, башкир, некоторых сибирских племён, играла политическую и торгово-посредническую роль в делах соседних государств. В первой половине XVI века Ногайская Орда могла выставлять более 300 тысяч воинов. Военная организация позволяла Ногайской Орде успешно отстаивать свои границы, помогать дружинникам и соседним ханствам, русскому государству. В свою очередь, Ногайская Орда получала военную и экономическую помощь от Москвы. В 1549 году в Ногайской Орде побывало посольство турецкого султана Сулеймана I Великолепного.
Через столицу Ногайской Орды — город Сарайчик, проходил главный караванный путь, соединявший Восточную Европу со Средней Азией. В первой половине XVI века Москва пошла на дальнейшее сближение с Ногайской Ордой. Усилился товарообмен. Ногайцы поставляли лошадей, овец, продукты животноводства, взамен получали сукно, готовую одежду, ткани, железо, свинец, медь, олово, моржовую кость, писчую бумагу. Ногайцы, выполняя договор, несли кордонную службу на юге России. В Ливонской войне на стороне русских войск выступали ногайские конные полки под начальством мурз — Тахтара, Темира, Бухата, Бебезяка, Уразлы и др.
В 1546 году 10-тысячное ногайское войско под командованием Али-мирзы выступило в поход на Крымское ханство, чтобы отомстить за захват Астрахани крымским ханом Сахиб Гераем. В крупном и ожесточённом сражении в окрестностях Перекопа крымцы полностью окружили и наголову разгромили ногайцев, используя огонь мушкетёров и артиллеристов, бой решается сабельной рубкой. Сахиб Герай приказал умертвить многих пленных ногайцев.
В середине XVI века Ногайскую Орду постигла катастрофа. Начались внутренние междоусобицы из-за разной политической ориентации улусов, что постепенно привело к распаду Ногайской Орды на Большую и Малую и другие части. К началу XVII века жители Ногайской Орды распределились по всей оконечности Юга России и сопредельных государств, от Нижнего Поволжья до Северного Кавказа и Крыма, до бессарабских степей. В конце XVIII века часть ногайцев уходит на постоянное жительство в Турцию.

### Крымский период XVII—XVIII вв.
После падения Золотой Орды ногайцы кочевали в Нижнем Поволжье, однако, движение калмыков с востока в XVII веке привело к перекочёвкам ногайцев в северокавказские пределы Крымского ханства.

Крым в XVII веке

Преследуя отступающих из Поволжья на Кавказ ногайцев разгромленной Большой Ногайской Орды, в конце 1643 — начале 1644 гг. значительные отряды калмыков под командованием тайшей (князей) Хо-Урлюка и Лаузана перешли Волгу и продвинулись на юго-запад. Основные силы калмыков прорвались на территорию Кабарды, но были там разгромлены объединённым войском Малой Ногайской Орды и северокавказских народов.
В 1728 году часть ногайцев поселилась в северном Причерноморье (Буджак, Едисан, Джембойлук и Едишкуль), где они признали юрисдикцию Османской империи.

#### Ногайское восстание
В 1781 произошли выступления ногайцев на Кубани.
В 1782 году на Кубани началось восстание ногайцев из-за планов переселить их за Урал и в Тамбовское и Саратовское наместничества. 1 октября около крепости Керменчик (на реке Лаба в 12 верстах от впадения её в Кубань) А. В. Суворов полностью разбил ногайские войска. Вследствие этого отдельные мурзы выразили покорность Суворову и признали присоединение Крыма и ногайских земель к Российской империи (8 апреля 1783 года российская императрица Екатерина II издала манифест, по которому Крым, Тамань и Кубань становились российскими владениями). В течение 1783 года Суворов совершал экспедиции против отдельных отрядов ногайцев, продолжавших борьбу за независимость.
Оставшаяся часть ногаев, спасаясь от преследования войсками Суворова, бежала из кубанских степей на юг — в предгорья Северного Кавказа. Они сумели на время укрыться на землях в междуречье Кумы и Терека. В то время эти земли стали для ногайцев спасительными, так как ещё не были подконтрольны властям Российской империи.

### В составе России с XVIII века

Ногайцы на Северном Кавказе в XVIII веке

Согласно рапорту пристава Ейского укрепления п/п-ка Лешкевича И. Ф., представленного им ростовскому обер-коменданту г/м-ру Гурьеву С. Г., на август 1774 г. ногайцев в Кубанском крае оценочно было 1 200 000 человек
После истребительного разгрома и разорения степной фронтир, на котором жили ногайцы, сжался до состояния линейной границы и как нежелательный этнический и политический контингент, в нарушение международных договоров, ногайцы были вынуждены покинуть свои земли, находящиеся в самом эпицентре, на разломе буферно-пограничной зоны между Османской и Российской империями. Вследствие этого ногайцы рассеялись разрозненными группами по Закубанью возле Анапы и по всему Северному Кавказу вплоть до прикаспийских степей и низовьев Волги. Около 700 тысяч ногайцев ушли в Османскую империю.
Возле Кизляра кочевали караногайцы, а возле Моздока — едисанцы и джембойлукцы.
В 1793 году ногайцы Северного Кавказа вошли в приставства (образованные по принципу их принадлежности к определённой орде): Калаус-Саблинское, Калаус-Джамбойлуковское, Ачикулак-Джамбойлуковское и Караногайское. Но эти приставства существовали формально, а реально надзор за кочевым народом осуществляло военное ведомство. В 1805 году было издано «Положение для управления ногайцев», разработанное Комитетом министров империи. Начиная с 1820-х годов основная часть ногайских орд была включена в состав образованной Ставропольской губернии. По «Ведомости об инородцах, кочующих в Ставропольской губернии» в 1850 году числилось: калаусо-саблинских, калаусо-джембойлукских и бештавокумских ногайцев — 27 124 чел., ачикулак-джембойлукских и едисанских — 7600 чел., караногайцев и едишкульцев — 38 819 чел. Губернские власти активизировали политику колонизации ногайских земель, изымая кочевья для русских переселенцев.
В 1800 году было создано несколько приставств «магометанского исповедания народов, кочующих от р. Кубани до Каспийского моря». Пятигорские ногайцы и абазины составили отдельное Бештовское приставство и кочевали «вблизи Бештовых гор, по реке Куме, Калаузе, Янкули (до Кубани и на самой Кубани)».
В 1795 году Екатерина II издала указ «О дозволении перехода татарам (ногайцам) с Кизлярской степи в Таврическую область на Молочные Воды». Правительство выделило ногайцам обширную территорию от реки Молочной до реки Берды, то есть восточную часть Мелитопольского уезда. По сообщениям академика П. С. Палласа, ногайцев насчитывалось 5 тыс. человек, состоящих из едисанцев, едичкульцев и джамбуйлуков. Отношения ногайцев и русских поселенцев в Северном Причерноморье не всегда были мирными. Так, в 1796 году купец Михаил Калугин писал таврическому губернатору: «Наипаче обитающим и при Молочных Водах ногайцами, которые причиняют сим фурщикам крайнее притеснение даже грабежом пар по десяти волов, о чём хотя и приносили обиженные жалобу начальнику тех ногайцев…» В 1802 году из ногайцев, обитавших на Молочных водах, было сформировано 2 пятисотенных ногайских казачьих конных полка. В 1808—1810 основная масса ногайцев Мелитопольского уезда была переведена на оседлость. В 1821 был издан указ, в котором говорилось: «Для споспешествования прочному водворению ногайцев в устроенных ими селениях и развития между ними торговли и промышленности, учредить для них город Ногайск на том месте, где существует ныне поселение Обиточное, при реке сего имени». К 1823 году число ногайцев на Молочных водах составило 29 717 человек.
К 1812 году всё Северное Причерноморье вошло в состав России. Остатки ногайских орд были поселены на севере Таврической губернии (современная Херсонская область) и на Кубани, и переведены на оседлый образ жизни.
Во время Отечественной войне 1812 года в казачьей кавалерии атамана Платова был ногайский кавалерийский полк, дошедший до Парижа.
В период Крымской войны 1853—1856 годов ногайцы Мелитопольского уезда оказывали помощь русским войскам, идущим на позиции в Крым.
После поражения России в Крымской войне, ногайцев опять обвинили в симпатиях к Турции, и в 1856 году возобновилась кампания по их выселению из России. Оставшиеся в Северном Причерноморье ногайцы влились в состав крымских татар, а основная масса депортированных была ассимилирована турецким населением Анатолии. С 1860 по 1862 годы из Мелитопольского уезда 50 тыс. ногайцев (практически все) эмигрировали в Турцию.
Закубанские ногайцы эмигрировали в Османскую империю в связи с Кавказской войной. Массовая эмиграция началась в 1857 году: «Закубанские горцы не в состоянии были сопротивляться нашим сильным отрядам, но все ещё крепились в разоряемой своей стране; одни только ногайцы, жившие между Кубанью и Лабой, не удержались на своих местах и, не желая оставаться в зависимости России, почти все поголовно вышли в Турцию; туда же вышли с той местности и другие черкесы мелких племён», писал П. П. Короленко. Всего в Кубанской области в 1862 году осталось не более 5000 ногайцев. В 1861 ногайцев между Кубанью и Лабой разделили на два приставства: Верхнекубанское с центром в станице Баталпашинской, и Нижнекубанское с центром в Армавире. И. В. Бентковский опубликовал «Сведения о выселившихся в Турцию почти одновременно с горцами, мирных, трудолюбивых и полезных для государства Калаусо-Саблинских, Бештово-Кумских и Калаусо-Джембулуковских ногайцах», мигрировавших в Османскую империю под предлогом «богомолья». По его сведениям, в 1859 году из Калаусо-Саблинского и Бештово-Кумского приставства ушло 8046 чел., осталось 9428 чел., из Калаусо-Джембулуковского ушло 2067 чел., осталось 18586 чел. Генерал-губернатор Ставропольской губернии приказал местность, занимаемую ногайцами, «совершенно освободить от этих народов для поселения на ней коренных русских хлебопашцев». После массовой эмиграции в Османскую империю оба ногайских приставства в губернии исчезли. По общим сведениям, за 1858—1866 годы переселилось с Кавказа около 70 000 ногайцев. Оставшиеся в Ставропольской губернии ногайцы из упразднённых Калаусо-Саблинского и Калаусо-Джамбойлуковского приставств были объединены с ачикулак-джамбойлуковцами (Ачикулакское приставство Ставропольской губернии) и караногайцами (Караногайское приставство Терской области).
Основным занятием большинства ногайцев до 1917 года оставалось кочевое скотоводство. Ногайцы разводили лошадей, овец, верблюдов, крупный рогатый скот. Главным районом их кочевания являлась Ногайская степь. Кубанские ногайцы с XVIII века вели оседлый образ жизни и занимались земледелием. Во второй половине XIX века начали заниматься земледелием и ногайцы Ачикулакского приставства. Однако земледелие у ногайцев носило подсобный характер, основным занятием оставалось скотоводство. Большая часть скота принадлежала мурзам и султанам. Составляя всего 4 % ногайского населения, они владели 99 % общего числа верблюдов, 70 % — лошадей, 55 % — овец и 40 % — рогатого скота. На долю остальных 96 % ногайцев приходилось лишь 34 % всего поголовья скота. Многие ногайцы-бедняки уходили на заработки в ближайшие станицы во время уборки винограда или хлеба. Например, в 1881 году в Ачикулакском приставстве было выдано 9516 увольнительных билетов сроком от двух до четырёх месяцев. Ногайцев на военную службу не призывали, но взамен воинской повинности с них взимался особый налог. Ногайцы Дагестана (Терской области) в XIX веке всё больше отходили от традиционных для них овцеводства и верблюдоводства, занимаясь в основном рыболовством, сенокошением и земледелием. В XIX веке крупнейшим селением ногайцев Терско-Сулакского междуречья являлось Тамаза-Тюбе.

## Современное расселение ногайцев

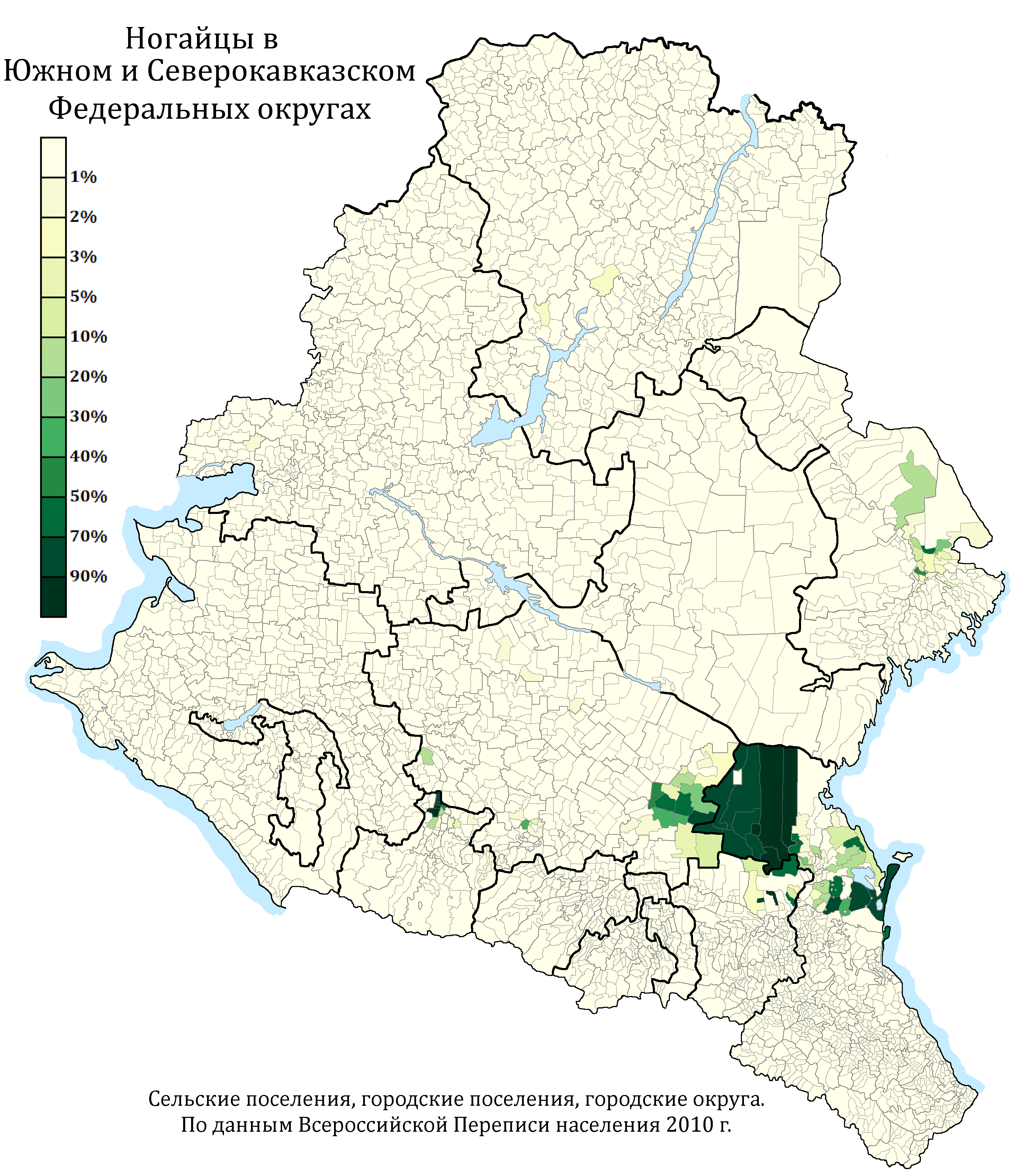
Расселение ногайцев в ЮФО и СКФО по городским и сельским поселениям в %, перепись 2010 г.

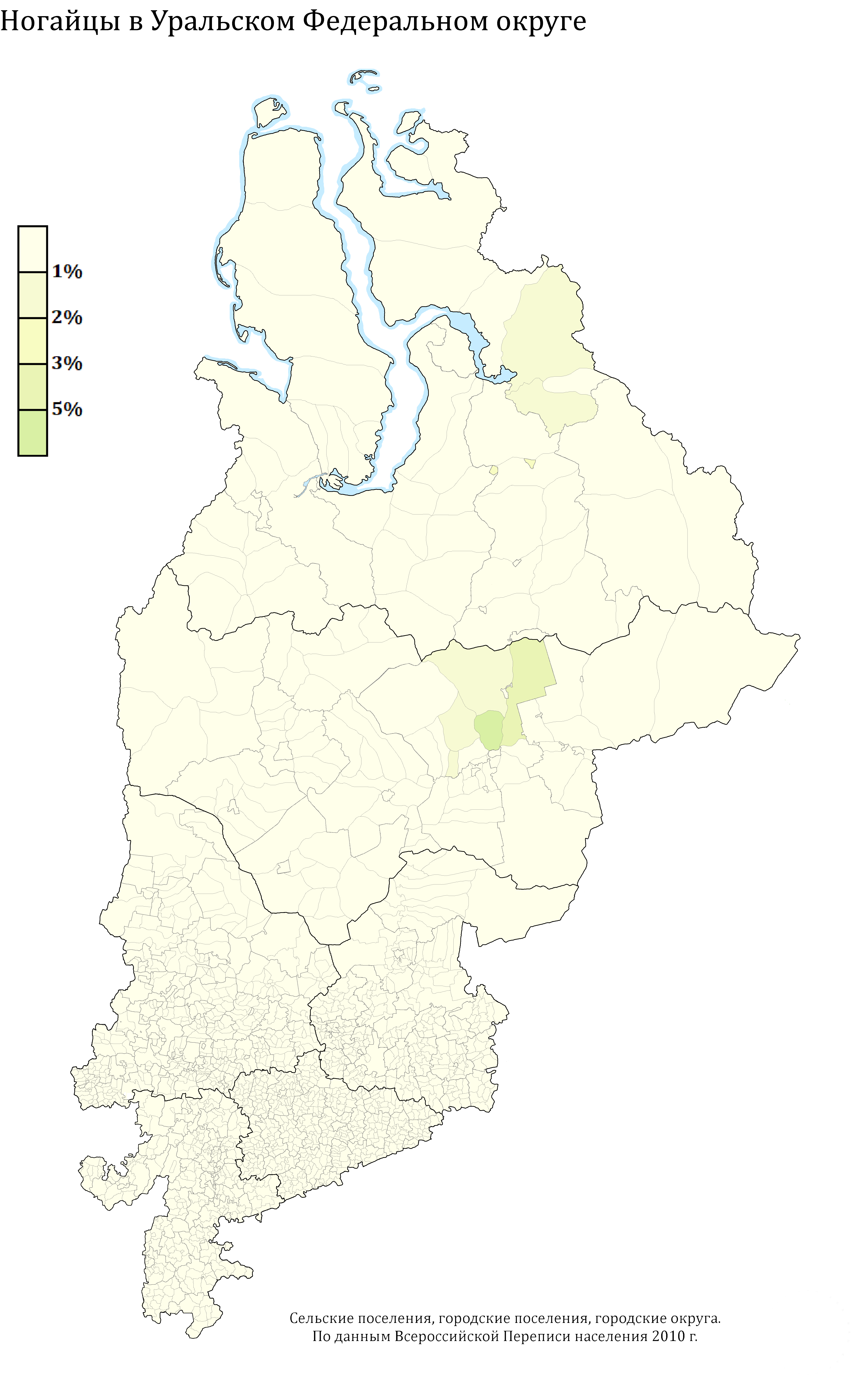
Расселение ногайцев в Уральском федеральном округе по городским и сельским поселениям в %, перепись 2010 г.

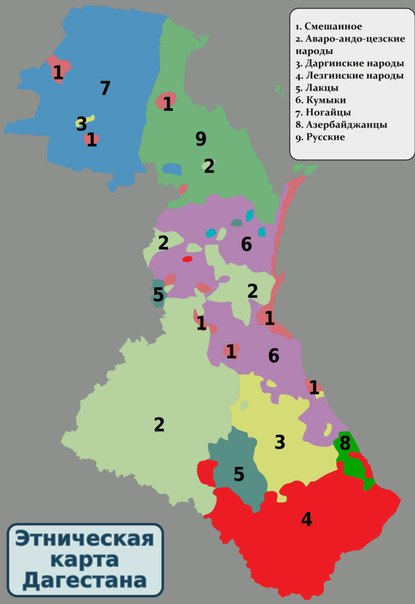
Этно-лингвистическая карта Дагестана

В настоящее время ногайцы проживают в основном на Северном Кавказе и в Южном Поволжье — в Дагестане (Ногайский, Тарумовский, Кизлярский и Бабаюртовский районы), Ставропольском крае (Нефтекумский район), Карачаево-Черкесии (Ногайский район), Чечне (север Шелковского района) и Астраханской области. От названия народа происходит название Ногайская степь — район компактного расселения ногайцев на территории Дагестана, Ставропольского края и Чеченской Республики.
За последние десятилетия крупные ногайские общины образовались в других регионах России — Москве, Санкт-Петербурге, Ямало-Ненецком автономном округе, Ханты-Мансийском автономном округе.
В Османской империи и Румынии проживают потомки переселившихся туда в XVIII—XIX веках ногайцев (в том числе потомки буджакских татар), которые, в основном, восприняли этническую идентичность окружающего тюркского населения — соответственно, турок и румынских татар, — но помнят о своём ногайском происхождении.
Решение о создании национального ногайского района в Карачаево-Черкесии (аналогично Ногайскому району Дагестана) было принято летом 2005 года и подтверждено на референдуме 8 октября 2006 года. Район был образован 17 октября 2007 г. из части (30 %) территории Адыге-Хабльского района. Площадь Ногайского района составляет около 187 км², или 1,3 % территории Карачаево-Черкесии. Ногайцы в Карачаево-Черкесии являются одним из пяти субъектообразующих народов.
Субъекты Российской Федерации, в которых согласно переписи 2010 года учтено 50 или более ногайцев
| - Республика Дагестан — 40 407 - Республика Кабардино-Балкария — 289 - Республика Калмыкия — 75 - Карачаево-Черкесская Республика — 15 654 - Республика Коми — 201 - Республика Саха (Якутия) — 357 - Республика Северная Осетия — Алания — 220 - Чеченская Республика — 3444 - Краснодарский край — 300 - Красноярский край — 950 - Ставропольский край — 22 006 - Астраханская область — 7589 - Волгоградская область — 178 | - Воронежская область — 99 - Калужская область — 99 - Московская область — 266 - Мурманская область — 108 - Ростовская область — 233 - Саратовская область — 379 - Тульская область — 133 - Тюменская область (без автономных округов) — 86 - Хабаровский край — 120 - Москва — 585 - Санкт-Петербург — 126 - Ханты-Мансийский автономный округ — Югра — 5323 - Ямало-Ненецкий автономный округ — 3479 |

Единственный субъект Российской Федерации, в котором переписью 2010 года не учтён ни один ногаец — Республика Мордовия.

### Астраханская область
Состоят из двух этнографических групп — карагашей и юртовцев (юртовских татар). Юртовцы перешли к оседлости в XVIII веке и основали свои первые сёла: Карагали, Кизань (ныне Татаро-Башмаковка), Майлегуль (ныне Яксатово), Бусдангуль (ныне Кулаковка), Казы (ныне Мошаик), Джамели (ныне Три Протоки) и Тияк (ныне Царёв); в более поздний период были основаны сёла Кучергановка, Солянка, Килинчи, Семиковка и Осыпной Бугор. В 1771 году было основано село Янго-Аскер.
Карагаши выделились из состава Малой ногайской орды после того, как в 1735 году были пленены калмыками в районе Пятигорья (в местности «Тёмный лес» — «Караагаш»), где находились под контролем калмыков до откочёвки большинства калмыков в Джунгарию в 1771 году. После этого они были переданы в прямое подчинение астраханскому губернатору и были поселены в Красноярском уезде Астраханской губернии.
Как карагаши, так и юртовцы осознавали общность происхождения, культуры и языка, отличая себя от живших с ними по соседству татар. К себе они применяли этнонимы ногайцы, «ногай», «карагаш ногай» (у карагашей) и «нугай» у юртовцев. Карагаши сохраняли прямые контакты с ногайцами Предкавказья дольше, чем юртовцы. Последние подверглись бо́льшему влиянию культурному и языковому влиянию татар.
Общая численность ногайцев в Астраханской области составляла (в имеющихся материалах переписей ногайцы учтены начиная с переписи 1970 года):
- по переписи 1970 года — 64;
- по переписи 1979 года — 86;
- по переписи 1989 года — 3958;
- по переписи 2002 года — 4570;
- по переписи 2010 года — 7589.

Резкие изменения численности ногайцев, учтённых переписями 1989 и 2010 годов в сравнении с предыдущими переписями, связаны с тем, что сохранявшие своё этническое самосознание ногайцы ранее учитывались в составе татар; так в 2008 г. численность ногайцев-карагашей оценивалась специалистами в количестве до 8 тысяч, что нашло своё подтверждение в результатах переписи 2010 года.
По данным переписи 2002 года (которая учла немногим более половины всех ногайцев) одна четверть ногайцев Астраханской области живёт в городском округе Астрахань (в частности, во входящих в состав городского округа пригородных посёлках Кири-кили, Янго-Аул, Свободный). Сельское население ногайцев компактно представлено в ряде сёл и посёлков Красноярского района, являющегося главным районом компактного расселения ногайцев Астраханской области. Для трёх сельских населённых пунктов компактного расселения ногайцев, расположенных за пределами Красноярского района, указана их районная принадлежность. Также для всех населённых пунктов в скобках указана доля ногайцев:

| - Село Лапас (Харабалинский район) — 0,27 тыс. (47 %) - Село Куянлы — 0,17 тыс. (95 %) - Посёлок Айсапай — 0,15 тыс. (60 %) - Посёлок Ланчуг — 0,04 тыс. (67 %) - Село Сеитовка — 0,58 тыс. (37 %) - Посёлок Бузан-Пристань — 0,04 тыс. (5 %) - Посёлок Староурусовка — 0,06 тыс. (36 %) - Посёлок Белячий — 0,06 тыс. (7 %) | - Село Ясын-Сокан — 0,24 тыс. (49 %) - Село Джанай — 0,37 тыс. (51 %) - Посёлок Подчалык — 0,01 тыс. (93 %) - Село Малый Арал — 0,06 тыс. (11 %) - Село Красный Яр — 0,12 тыс. (1 %) - Село Тулугановка (Володарский район) — 0,16 тыс. (21 %) - Село Растопуловка (Приволжский район) — 0,51 тыс. (37 %) |

В селе Растопуловка ногайцы появились с 1995 года.
В 2012 году ногайский язык преподавался лишь в двух школах: села Лапас Харабалинского района и села Растопуловка Приволжского района.

### Дагестан
В Дагестане ногайцы имеют статус одного из коренных народов Дагестана, формально это означает также и официальный статус ногайского языка в Дагестане. Численность населения ногайцев Дагестана изменялась следующим образом (в скобках указана доля ногайцев в населении Дагестана в границах на год переписи):
- по переписи 1939 года — 4677 (0,50 %);
- по переписи 1959 года — 14 939 (1,41 %);
- по переписи 1970 года — 21 750 (1,52 %);
- по переписи 1979 года — 24 977 (1,53 %);
- по переписи 1989 года — 28 294 (1,57 %);
- по переписи 2002 года — 38 168 (1,48 %);
- по переписи 2010 года — 40 407 (1,39 %).

Резкое изменение численности ногайцев Дагестана в межпереписной период 1939—1959 годов связано с тем, что в период 1938—1957 годов районы традиционного расселения ногайцев Ногайский (тогда — Караногайский) и Кизлярский были исключены из территории Дагестана.
Тарумовский район:
- Новодмитриевка — 1520 (66,3 %)
- Александро-Невское
- Рассвет
- Вышеталовский

Кизлярский район:
- Огузер
- Сангиши
- Новокрестьяновское
- Нововладимировское
- Бурумбай
- Макаравское

Бабаюртовский район:
- Тамазатюбе
- Геметюбе
- Татаюрт
- Новая Коса
- Мужукай
- Хасанай
- Люксембург
- Алимпашаюрт
- Бабаюрт — 1655 тыс. (11 %)

Кировский район Махачкалы:
- пгт Сулак — 5,016 тыс. (58,59 %)

### Карачаево-Черкесия
Кубанские ногаи делятся на две этнические подгруппы — собственно «кубанцы» (проживают на территории Ногайского, Хабезского, Адыге-Хабльского районов КЧР и Кочубеевского района Ставропольского края) и «бештаовцы» (или пятигорские ногаи), проживают в Минераловодском районе Ставропольского края.
Ногайский район:
- аул Адиль-Халк — 1,65 тыс. (95 %);
- аул Икон-Халк — 4,08 тыс. (94 %);
- аул Кызыл-Тогай — 0,17 тыс. (74 %);
- аул Эркен-Халк — 1,53 тыс. (89 %);
- пос. Эркен-Шахар — 1,99 тыс. (48 %);
- аул Кубан-Халк — 0,40 тыс. (41 %);
- аул Эркен-Юрт — 1,90 тыс. (86 %);
- хутор Евсеевский — 0,11 тыс. (50 %).

Хабезский район:
- аул Кызыл-Юрт — 572 (88 %).

Адыге-Хабльский район:
- аул Адыге-Хабль — 0,68 тыс. (17 %).

Городской округ Черкесск — 1,87 тыс. (1,4 %).

### Турция
В Турции ногайцы проживают в илах Анкара, Газиантеп, Конья, в Сивас, Токат, Шанлыурфа, Балыкесир, Эскишехир, Афйонкарахисар и др. Конийские и Анкарские ногайцы принадлежат к группам джембойлук и джетисан, Сивасские принадлежат к едишкульцам.
Семь ногайских аулов на берегу «Солёного озера» (Tuz Gölü) в Турции: Şeker, Kirkkuyu, Akin, Karakura, Köstengil, Seyitahmetli и Mandira
Поскольку в Турции с 1970 г. проводимые в стране переписи населения перестали включать данные о национальном составе, точная численность ногайцев в Турции неизвестна.

## Антропология
В целом ареал расселения ногайцев охватывает зону контактов сложных миграционных процессов, задавших динамику межэтнического взаимодействия степного населения Восточно-Европейской равнины в историческую эпоху, на этнической территории которых впоследствии образовалось этнополитическое объединение, давшее начало ногайскому народу. В частности, этим объясняется то, что разные группы ногайцев имеют разные расовые типы.
- Ачикулакские ногайцы (Нефтекумский и Степновский район Ставропольского края) и ногайцы-карагаши (Астраханская область) представляют собой сочетание европеоидных антропологических признаков с широколицым указателем черепа и выраженных длинноголовых узколицых европеоидных типов, с характерной выпуклой формой профиля носа, с южносибирской расой которая имеет значительную примесь перечисленных европеоидных признаков.
- Кубанские (Карачаево-Черкесия и Кочубеевский район Ставропольского края), пятигорские (Минераловодский район Ставропольского края) и крымские ногайцы (Республика Крым) преобладает понтийский подтип средиземноморской расы и светлый европеоидный тип европеоидной расы с не резкими южносибирскими морфологическими характеристиками.
- Караногайцы (Республики Дагестан и Чечня) же имеют черты представителей южносибирской расы отличающимся несколько более узким лицом. Встречаются светлые глаза и русые волосы.

В литературе приводятся данные, согласно которым ногайскому населению были свойственны смешанные краниологические комплексы: были как группы с преобладанием европеоидных черт, так и общности, в разной степени тяготеющие к монголоидным характеристикам. В составе ногайского этнополитического объединения зафиксирована преемственность в формировании морфологических особенностей населения степей Восточной Европы в эпоху средневековья.

## Генофонд
Можно считать, что генофонд ногайцев впитал в себя столь многие евразийские генетические потоки, что может успешно выступать в качестве одного из эталонов «генетического полюса евразийской степи».
— Балановский О. П.

В генетической истории популяции ногайцев Кубани было два эпизода миксации (смешения) с популяциями Южной Сибири и Монголии: в VIII и XVII веках.

## Язык
Ногайский язык относится к тюркской языковой семье.
В силу широкого географического расселения народа в ногайском языке исторически выделились 4 диалекта: караногайский (Дагестан, Чеченская Республика), собственно ногайский или кумской (Ставропольский край), акногайский или кубанский (Карачаево-Черкесия), карагашский (Астраханская область).
По происхождению и классификации ногайским (кыпчакско-ногайским) является степной диалект крымскотатарского языка. Некоторые специалисты считают также диалектами ногайского языка говоры юртовских, алабугатских и кундровских татар, в то время как другие специалисты считают их диалектами татарского языка, подвергшимися влиянию ногайского языка. Также есть точка зрения о самостоятельности этих языков.
Вместе с каракалпакским и казахским языками, а также степным диалектом крымскотатарского языка и кыпчакскими диалектами узбекского языка составляет кыпчакско-ногайскую подгруппу кыпчакской группы тюркских языков. Все кыпчакско-ногайские языки и диалекты (другие обозначения — ногайские, арало-каспийские, канглы, южно-кыпчакские, восточно-кыпчакские, дештийско-сибирские) достаточно близки между собой, чтобы считаться наречиями одного языка.
Литературный язык создан на основе караногайского диалекта и ногайского говора.

## Письменность
Письменность с XVIII в. до 1928 года строилась на арабской графике, с 1928—1938 гг. — на латинице. С 1938 года используется кириллица.

## Традиционная культура
Традиционное занятие — кочевое и отгонное животноводство: коневодство, верблюдоводство, скотоводство, а также птицеводство, в частности разведение гусей, от которых получают не только мясо, но и пух, перья которые высоко ценятся в производстве пухо-перовых изделий (пуховые подушки, одеяла и перины), а также жир и гусиное перо, для письма. Охота — ловчими птицами: беркуты, соколы, ястреба, ловчими собаками: борзыми, силковая. Рыболовство. Подсобный промысел — растениеводство, пчеловодство.

## Религия
Традиционная религия — ислам ханафитского мазхаба.

## Одежда

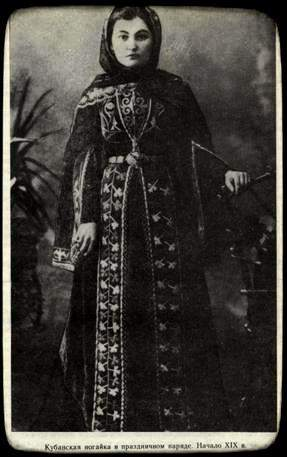
Ногайка. Начало XIX века.

Одежда, как и другие предметы материальной культуры, отражает исторический путь народа, его образ жизни, национальные особенности, эстетические представления о мире.
Национальная одежда — богатое историческое и этнокультурное наследие ногайского народа. Отличаясь неповторимой самобытностью и красотой, она даёт представление о многовековом историческом развитии, кочевых традициях, культурных связях, географии расселения народа.
В основе национального костюма ногайцев — элементы одежды древних кочевников. Многие его черты сложились в эпоху саков (VII веке до н. э.), сарматов (II в. до н. э.), гуннов (III в.), кыпчаков. Ногайское орнаментальное искусство (узоры «бараньи рога», «древо жизни» и др.) напрямую восходит к образцам, найденным в курганах сакского, сарматского, гуннского, а также золотоордынского времени.
Так как ногайцы, будучи воинами-степняками, большую часть времени проводили на коне, то их одежда отражала особенности кочевого образа жизни. Так, сапоги имели высокие голенища, штаны были широкого кроя для удобства верховой езды, капталы и шепкены были с запа́хом и с открытой грудью, различные виды головных уборов учитывали климатические особенности летнего и зимнего времени года и т. д.
Традиционной одеждой ногайцев также являлся каптал и баслык, шаровары и овчинные тулупы. Мужская одежда состояла из нательной рубахи туникообразного покроя, штанов с широкими шагами, верхней рубахи, куртки-безрукавки, кафтана, бешмета и черкески (у богатых), бурки, обуви из шкур, сафьяна, хрома, папахи, шляпы из войлока. Зимой надевали шубы из овчины или из волчьих, лисьих, беличьих шкур и каракуля. Мужскую одежду дополняли оружие и воинские доспехи: лук и стрелы, топор, копьё, кольчуга, кинжал, шашка, а с середины XVII века огнестрельное оружие: ружьё и пистолеты различных видов.
Женский костюм по покрою близок к мужскому; он включал платье-рубаху, различные виды платьев, шубы, шапочки из меха или ткани, платки, косынки, обувь из шерсти, кожи, сафьяна, а также пояса и различные виды украшений.

## Кухня
Традиционная система питания ногайцев построена на балансе продуктов животноводства, разных форм переработки и способов приготовления, дополненная достаточным количеством продуктов земледелия, охоты, рыболовства и собирательства. Национальный характер базовых блюд ногайской кухни зародился в недрах кочевых империй Евразии, обусловлен исторически сложившимся хозяйственно-культурным укладом, образом жизни, традициями и религией.

## Жилище
История становления жилища ногайцев аналогична истории становления жилища многих тюркских, особенно кочевых, народов. Юрта (терме) кочевых ногайцев относится к тюркскому типу. Саманные дома ногайцев были из двух, трех, а иногда и более комнат, расположенных в ряд, имеющих аналогии в жилом доме Хорезма эпохи Золотой Орды, получивших распространение у соседей ногайцев на Северном Кавказе. Исследования показали, что ногайцы такой тип жилья создали самостоятельно, а А. А. Шенников склонен считать, что „изучение истории жилого дома северопричерноморских ногайцев позволяет поставить ряд вопросов, касающихся истории украинского и вообще восточнославянского дома“
 — Керейтов Р. Х.

## Культурное наследие
Ногайский героический эпос является выдающимся творением средневекового фольклорного искусства, запечатлевшим ярчайшие этапы многовекового историкокультурного развития народа, отразившим эволюцию его художественного сознания, создавшим легендарную галерею эпических образов реальных исторических личностей. Возможность появления такого масштабного художественного явления, несомненно, была предопределена всем ходом предыдущей историко-культурной эволюции древних государств Великой Степи (орхоно-енисейская руническая эпика времен Каганатов, словесность караханидского и хорезмийского периодов), а также искусством Золотой Орды и возвысившейся на её обломках Ногайской Орды. Периоды соответственно упадка и расцвета этих двух последних империй породили такие шедевры сказительского искусства, каковыми являются сказания о ногайских богатырях («Эдиге», «Мамай», «Карасай эм Казый», «Муьсевке баьтир», «Шора баьтир», «Эр Таргыл», «Эр Куьсеп», «Эр Сайын», «Аьдил — Солтан», «Айсылдынъ улы баьтир Аьмет», «Копланлы баьтир» и мн. др.). Совокупная эстетическая, аксиологическая значимость этого наследия в авторитетных оценках (Н.C. Семенов, В. М. Жирмунский, Е. М. Мелетинский, Д. Хант и др.) ставится в один ряд с явлениями мировой культуры, такими, как англосаксонский «Беовульф», карело-финская «Калевала», среднеазиатские «Короглы», «Алпамыш», «Манас». Работа по сбору образцов текстов героического эпоса, в том числе и в местах компактного расселения ногайцев, началась относительно поздно, с середины XIX в., и проводилась силами выдающихся российских ученых П. А. Фалёва, В. В. Радлова, П. М. Мелиоранского, А. Н. Самойловича, И. Н. Березина, М. Османова. Продолжилась она в XX в. и её результатом стали многочисленные собрания фольклорных текстов, аккумулированные в крупных востоковедческих центрах Москвы, Санкт-Петербурга, Поволжья, Урала, республик Средней Азии, Крыма и Кавказа. В трудах ученых-тюркологов XX века (В. М. Жирмунского, М. О. Ауэзова, А. Х. Маргулана, Е. Исмаилова, Р. Бердибаева, А.И-М. Сикалиева, А. Т. Конратбаева, И. Т. Сагитова, Ф. И. Урманче, А. М. Аджиева, Р. Кыдырбаевой и др.) осмыслено ценностное содержание тюркского фольклора и, в частности, эпоса о предках и потомках Эдиге. Значительный пласт все ещё не исследованного ногайского фольклора хранится в зарубежных архивах, фондах.

## Описания и высказывания о ногайцах
На Северном Кавказе умирает один народец, который сыграл громадную роль в Русской истории.
— Фарфоровский С. В.

Ногай был величайший народ около Астрахани, наполнял всю степь меж гор Кавказских до Яика, и по Волге до Суры.
— Татищев В. Н.

Сии ногайские грамоты, писаные высокопарным слогом восточным, показывают некоторое образование ума замечательное в народе кочующем.
— Карамзин Н. М.

Ногайцы в фольклоре многих тюркских народов кипчакского происхождения предстают как своего рода эпическое племя наподобие нартов у осетин и абхазо-адыгских народов.
— Мелетинский Е. М
Ногайский народ, составленный из разных племен, кочевавших разсеянно в степях, под властью Оттоманской Порты, многочисленностью своею знатно подкреплял Крымских Ханов.
Сей народ, а особенно его Мурзы, воинствен, неустрашим, способен переносить невероятные трудности и нужды, умеет управлять своим оружием, которое любит и сохраняет более всего; небоясь что-либо потерять, склонен к хищничеству и разбоям; ведет жизнь подвижную, укладываясь и переносясь с одного места на другое с невероятною проворностью.
При малейшей же тревоге в пути, делает с величайшей скоростью из телег своих четвероугольное укрепление, внутри которого помещает свое имущество, жен и детей, и обороняется отчаянно; притом же имеет неприменным правилом, что Ногаец никогда не может быть невольником.
Не было ещё примера, чтобы Мурза, или простой Ногаец взят был в плен; ибо сие почитают они крайним безчестием, посрамляющим весь их род; чем самым и отличаются они от соседственных с ними Черкес.
Дебу Иосиф Львович
О Кавказской линии к присоединенном к ней Черноморском войске или Общие замечания о поселенных полках, ограждающих Кавказскую линию, и о соседственных горских народах. С 1816 по
1826 го
Татары Ногайские (Nogai; Istogai) (то есть ногайцы) в настоящее время весьма известны своими богатствами и военными силами; у них нет Государя, но ими управляют лучшие, мудрые и опытные мужи, как и в нашей светлейшей Республике Венецианская.
Ногайские Татары живут немного далее к югу по направлению к Гирканскому морю (Каспийское море); у них есть прекрасные крепости и города; сами они весьма цивилизованы
Марко Фоскарино «Донесение о Московии» 1553—1557 гг..